# (7489) Oribe
(7489) Oribe (1995 MX) – planetoida z pasa głównego asteroid okrążająca Słońce w ciągu 4,68 lat w średniej odległości 2,8 j.a. Odkryta 26 czerwca 1995 roku.